# Regularisering
Regularisering är en stadsbyggnadsstrategi som handlar om att räta ut och bredda gator i staden, så att en ljusare och luftigare miljö skapas samt en bättre kommunikation. 
Regulariseringens portalfigur var Georges-Eugène Haussmann som förändrade Paris i denna anda. Det har dock funnits exempel på regularisering tidigare. 

## Sverige
Lindhagenplanen, Stockholms första moderna generalplan presenterad 1866, är ett svenskt exempel, där byggnadsplanens uppgift var att på sikt ersätta osunda mörka byggnadskvarter med mer luft och ljus genom t.ex. anläggande av parker och breddning av gator. Uträtning av gator förekom dock tidigare i många av landets städer, under stormaktstiden på 1600-talet (bl.a. Stora Nygatan i Gamla stan i Stockholm, där man ville skapa en mer monumental huvudstad).